# Korrarna
Korrarna är en svensk TV-serie som sändes i TV4 med premiär den 2 juni 2014. Serien, som producerades av Nyhetsbolaget, omfattar tre episoder. Korrarna handlar om utrikeskorrespondenterna Terese Cristiansson, Rolf Porseryd, Peter Lindgren, Stefan Borg och Elisabet Frerot Södergren. Fokus i serien är det som händer utanför korrespondenternas arbete och hur deras olika reportage kommer till. Serien är inspelad i Afghanistan, Jordanien, Turkiet, Egypten, Mali, Ryssland, Kenya, USA. Filippinerna, Ungern och Sverige. Producent och fotograf är Johan Romin.